# Pierre Fourmanoir
Pierre Louis Fourmanoir (* 19. Oktober 1924 in Paris; † 2. Mai 2007 in Bry-sur-Marne) war ein französischer Agraringenieur und Ichthyologe, der einen langen Teil seiner Karriere im Labor für Ichthyologie des Muséum national d’histoire naturelle in Nouméa auf Neukaledonien tätig war.

## Leben
Fourmanoir wurde nach seinem Abschluss als Agraringenieur und Zoologe an der École nationale supérieure d’agronomie de Grignon im Jahr 1948 Praktikant am Office de recherche scientifique d’outre-mer (ORSTOM). Nach seiner Ernennung zum Beamten im Jahr 1950 wurde er nach Madagaskar versetzt, wo er bis 1963 an der Ozeanographischen Station auf Nosy Be tätig war. Während dieser Zeit nahm er mit dem Team von Jacques Millot aktiv an der Suche nach Quastenflossern im Komoren-Archipel teil. 1959 benannte Fourmanoir während seiner zahlreichen Forschungsarbeiten an den Korallenriffen des Indischen Ozeans die neue Fischart Lutjanus guilcheri zu Ehren seines Kollegen André Guilcher.
Nach Expeditionen in Vietnam von 1963 bis 1964 sowie in Französisch-Guyana von 1966 bis 1967, war er von 1969 bis 1981 Mitarbeiter am ORSTOM-Zentrum in Nouméa auf Neukaledonien, wo er sich insbesondere der Beschreibung der Ichthyofauna der Riffe widmete.
Als Autor von circa 200 Publikationen beschrieb Fourmanoir u. a. 65 neue Arten. Seine erste wissenschaftliche Arbeit stammt aus dem Jahr 1951 und betraf die Möglichkeiten der industriellen Fischerei in Madagaskar. Seine letzte Veröffentlichung (in Zusammenarbeit mit John Ernest Randall) stammt aus dem Jahr 1998 und enthält die Beschreibung der neuen Lippfisch-Gattung Terelabrus aus dem zentralen Indopazifik mit der Typusart Terelabrus rubrovittatus.
1984 ging Fourmanoir in den Ruhestand.

## Dedikationsnamen
Zu Ehren von Fourmanoirs Forschung über die indo-pazifische Ichthyofauna wurden ihm acht Arten gewidmet. Die letzte ist eine neukaledonische Art aus der Meerbrassen-Gattung Dentex, von der er in den 1980er Jahren einige Exemplare gesammelt hatte, die jedoch verloren gingen; durch neuere Fänge konnte Dentex fourmanoiri beschrieben werden (Akazaki & Séret, 1999). Weitere nach ihm benannte Taxa sind Asterodiscides fourmanoiri Rowe, 1985, Ecsenius fourmanoiri Springer, 1972, Grapsus fourmanoiri Crosnier, 1965, Hoplolatilus fourmanoiri Smith, 1964, Neosarmatium fourmanoiri Serène, 1973, Plectranthias fourmanoiri Randall, 1980 und Tomiyamichthys fourmanoiri (Smith, 1956).

## Erstbeschreibungen von Pierre Fourmanoir
- Acropoma lecorneti Fourmanoir, 1988
- Alticus anjouanae (Fourmanoir, 1955)
- Apogonichthys infuscus (Fourmanoir, 1955)
- Bembradium furici Fourmanoir & Rivaton, 1979
- Caligus pauliani Nuñes-Ruivo & Fourmanoir, 1956
- Centrodraco ornatus (Fourmanoir & Rivaton, 1979)
- Chelidoperca lecromi Fourmanoir, 1982
- Ctenogobiops maculosus (Fourmanoir, 1955)
- Discordipinna Hoese & Fourmanoir, 1978
- Discordipinna griessingeri Hoese & Fourmanoir, 1978
- Dissonus ruvetti Nuñes-Ruivo & Fourmanoir, 1956
- Ectreposebastes niger (Fourmanoir, 1971)
- Epinephelus magniscuttis Postel, Fourmanoir & Guézé, 1963
- Epinephelus posteli Fourmanoir & Crosnier, 1964
- Epinephelus tuamotuensis Fourmanoir, 1971
- Eviota monostigma Fourmanoir, 1971
- Grammatonotus crosnieri (Fourmanoir, 1981)
- Gymnocranius olivaceus Fourmanoir, 1961
- Gymnothorax intesi (Fourmanoir & Rivaton, 1979)
- Iago garricki Fourmanoir & Rivaton, 1979
- Jaydia catalai (Fourmanoir, 1973)
- Lepeophtheirus plectropomi Nuñes-Ruivo & Fourmanoir, 1956
- Lubricogobius ornatus Fourmanoir, 1966
- Lutjanus guilcheri Fourmanoir, 1959
- Microphis cruentus Dawson & Fourmanoir, 1981
- Neobythites bimarginatus Fourmanoir & Rivaton, 1979
- Ogilbyina salvati (Plessis & Fourmanoir, 1966)
- Owstonia macrophthalma (Fourmanoir, 1985)
- Owstonia nigromarginata (Fourmanoir, 1985)
- Oxymetopon filamentosum Fourmanoir, 1967
- Oxymetopon formosum Fourmanoir, 1967
- Paracaesio gonzalesi Fourmanoir & Rivaton, 1979
- Paracheilinus Fourmanoir, 1955
- Paracheilinus octotaenia Fourmanoir, 1955
- Parapercis flavescens Fourmanoir & Rivaton, 1979
- Parapercis fuscolineata Fourmanoir, 1985
- Parapriacanthus marei Fourmanoir, 1971
- Paraulopus brevirostris (Fourmanoir, 1981)
- Paraulopus legandi (Fourmanoir & Rivaton, 1979)
- Parupeneus forsskali (Fourmanoir & Guézé, 1976)
- Parupeneus posteli Fourmanoir & Guézé, 1967
- Plectranthias foresti Fourmanoir, 1977
- Plectranthias megalophthalmus Fourmanoir & Randall, 1979
- Plectranthias randalli Fourmanoir & Rivaton, 1980
- Plectranthias retrofasciatus Fourmanoir & Randall, 1979
- Plectranthias rubrifasciatus Fourmanoir & Randall, 1979
- Pleurosicya micheli Fourmanoir, 1971
- Pseudanthias rubrolineatus (Fourmanoir & Rivaton, 1979)
- Pseudanthias xanthomaculatus (Fourmanoir & Rivaton, 1979)
- Pseudocoris aurantiofasciata Fourmanoir, 1971
- Pteropsaron neocaledonicus Fourmanoir & Rivaton, 1979
- Pterygotrigla guezei Fourmanoir, 1963
- Randallichthys filamentosus (Fourmanoir, 1970)
- Rosenblattichthys alatus (Fourmanoir, 1970)
- Scalicus quadratorostratus (Fourmanoir & Rivaton, 1979)
- Scomberomorus plurilineatus Fourmanoir, 1966
- Selenanthias barroi (Fourmanoir, 1982)
- Squalus melanurus Fourmanoir & Rivaton, 1979
- Squalus rancureli Fourmanoir & Rivaton, 1979
- Terelabrus Randall & Fourmanoir, 1998
- Terelabrus rubrovittatus Randall & Fourmanoir, 1998
- Triacanthodes intermedius Matsuura & Fourmanoir, 1984
- Tuxophorus cybii Nuñes-Ruivo & Fourmanoir, 1956
- Upeneus mascareinsis Fourmanoir & Guézé, 1967
- Vanderhorstia ambanoro (Fourmanoir, 1957)